# Smišljak (Brod Moravice)
 Smišljak  falu Horvátországban, a Tengermellék-Hegyvidék megyében. Közigazgatásilag Brod Moravicéhez tartozik.

## Fekvése
Fiumétól 42 km-re északkeletre, községközpontjától 3 km-re délnyugatra, a horvát Hegyvidék (Gorski kotar) területén erdők között fekszik.

## Története
A településnek 1857-ben 20, 1910-ben 9 lakosa volt. Trianonig Modrus-Fiume vármegye Delnicei járásához tartozott.
2011-ben nem volt állandó lakossága.

## Lakosság
| Lakosság változása | Lakosság változása | Lakosság változása | Lakosság változása | Lakosság változása | Lakosság változása | Lakosság változása | Lakosság változása | Lakosság változása | Lakosság változása | Lakosság változása | Lakosság változása | Lakosság változása | Lakosság változása | Lakosság változása | Lakosság változása |
| ------------------ | ------------------ | ------------------ | ------------------ | ------------------ | ------------------ | ------------------ | ------------------ | ------------------ | ------------------ | ------------------ | ------------------ | ------------------ | ------------------ | ------------------ | ------------------ |
| 1857               | 1869               | 1880               | 1890               | 1900               | 1910               | 1921               | 1931               | 1948               | 1953               | 1961               | 1971               | 1981               | 1991               | 2001               | 2011               |
| 20                 | 9                  | 16                 | 21                 | 18                 | 9                  | 18                 | 22                 | 17                 | 20                 | 14                 | 4                  | 2                  | 0                  | 0                  | 0                  |